# Constantin Zotta
Constantin Zotta (Bukarest,  1962. december 24. –) román nemzetközi labdarúgó-játékvezető.

## Pályafutása

### Nemzetközi játékvezetés
A Román labdarúgó-szövetség (FRF) Játékvezető Bizottsága (JB/CCA) terjesztette fel nemzetközi játékvezetőnek, a Nemzetközi Labdarúgó-szövetség (FIFA) 1997-től tartotta nyilván bírói keretében. Több nemzetek közötti válogatott és klubmérkőzést vezetett. A román nemzetközi játékvezetők rangsorában, a világbajnokság-Európa-bajnokság sorrendjében többedmagával a 8. helyet foglalja el 3 találkozó szolgálatával. Az aktív nemzetközi játékvezetéstől 2002-ben búcsúzott. Válogatott mérkőzéseinek száma: 3.

#### Világbajnokság
A világbajnoki döntőhöz vezető úton Dél-Koreába és Japánba a XVII., a 2002-es labdarúgó-világbajnokságra a FIFA JB bíróként alkalmazta.

##### Selejtező mérkőzés
| Időpont           | Helyszín                  | Mérkőzés típusa           | Mérkőzés     | Eredmény | Nézők száma |
| ----------------- | ------------------------- | ------------------------- | ------------ | -------- | ----------- |
| 2001. április 25. | Nemzeti Stadion, Ta’ Qali | előselejtező (3. csoport) | Málta–Izland | 1 : 4    | 2 902       |

#### Európa-bajnokság
Az európai-labdarúgó torna döntőjéhez vezető úton Belgiumba és Hollandiába a XI., a 2000-es labdarúgó-Európa-bajnokságra az UEFA JB játékvezetőként foglalkoztatta.

##### Selejtező mérkőzés
| Időpont             | Helyszín                  | Mérkőzés típusa           | Mérkőzés          | Eredmény | Nézők száma |
| ------------------- | ------------------------- | ------------------------- | ----------------- | -------- | ----------- |
| 1998. szeptember 5. | Žalgiris Stadion, Vilnius | előselejtező (9. csoport) | Litvánia–Skócia   | 0 : 0    | 4 500       |
| 1998. október 10.   | Daugavas Stadion, Riga    | előselejtező (2. csoport) | Lettország–Grúzia | 3 500    |             |

## Sportvezetőként
Aktív pályafutását követően a FC Rapid București igazgatója lett.